# エイミー・スマート
エイミー・スマート（Amy Smart、1976年3月26日 - ）は、アメリカ合衆国カリフォルニア州生まれの女優・ファッションモデル・声優である。

## 来歴
女優として活躍するスマートは、1976年にカリフォルニア州・トパンガに生まれる。父親はセールスマン、母親は博物館職員だった。スポーツ万能な幼少時代で、野球に熱中しており、リトル・リーグにも所属していた。また友人の影響で、幼い頃からバレエを習い、16歳の時には演劇のクラスを専攻する。その後13歳からやっていたモデルの経験を活かして、ファッションモデルとしてイタリア、メキシコ、フランスなどに滞在。イタリアで仕事した際にアリ・ラーターと知り合い、2人で演技のクラスを受けるようになる。
1997年にキャスパー・ヴァン・ディーン主演のSF大作『スターシップ・トゥルーパーズ』で、ヒロインのデニス・リチャーズの同僚役でメジャー映画出演を果たす。その後も映画やテレビドラマ、シットコムなどに出演して順調にキャリアを築いており、ローワン・アトキンソン、ウーピー・ゴールドバーグらと共演した『ラットレース』では、ブレッキン・メイヤー演じる気弱な弁護士の男と出会うヘリコプター操縦士をコミカルに演じていた。コメディ映画やコメディ・ドラマに多く出演しているスマートだが、それ以外ではアシュトン・カッチャー主演の『バタフライ・エフェクト』などがあり、同作では過去が変わることにより様々な境遇にいるカッチャーの幼馴染役を演じて、その演技力の幅の広さを披露した。

### 私生活
2011年にテレビ司会者カーター・オースターハウスと結婚。前年の11月にエコ関連のチャリティ・イベントで出会い、数か月後にはカーターがプロポーズをするというスピード婚だった。「この喜ばしい日を家族と友人らと一緒に祝えることにワクワクし、祝福を感じます」と二人はUsウィークリー誌にコメントしている。。

## 出演作品

### 映画
| 公開年 | 邦題 原題                                                      | 役名                         | 備考 |
| ------ | -------------------------------------------------------------- | ---------------------------- | ---- |
| 1997   | ハイボルテージ High Voltage                                    | モリー                       |      |
| 1997   | スターシップ・トゥルーパーズ Starship Troopers                 | Cadet Stack Lumbreiser       |      |
| 1999   | バーシティ・ブルース Varsity Blues                             | ジュリー・ハーバー           |      |
| 2000   | ロード・トリップ Road Trip                                     | ベス・ワグナー               |      |
| 2001   | ラットレース Rat Race                                          | トレイシー                   |      |
| 2002   | アメージング・ハイウェイ60 Interstate 60: Episodes of the Road | リン・リンデン               |      |
| 2003   | アメリカン・スクール・トリップ After School Special            | ナオミ                       |      |
| 2003   | ブラインド・ホライズン Blind Horizon                           | リズ                         |      |
| 2004   | バタフライ・エフェクト The Butterfly Effect                    | ケイリー                     |      |
| 2004   | アイドルとデートする方法 Win a Date with Tad Hamilton!         | ナース・ベティ               |      |
| 2004   | スタスキー&ハッチ Starsky & Hutch                              | ホリー                       |      |
| 2005   | 夢見るシラノ・ド・ベルジュラック Bigger Than the Sky           | グレイス／ロクサーヌ         |      |
| 2006   | アドレナリン Crank                                             | イヴ                         |      |
| 2008   | ミラーズ Mirrors                                               | アンジェラ・カーソン         |      |
| 2008   | ムーン・オブ・ザ・デッド Seventh Moon                          | メリッサ                     |      |
| 2009   | アドレナリン:ハイ・ボルテージ Crank: High Voltage              | イヴ                         |      |
| 2011   | ライジング・サン ～裏切りの代償～ House of the Rising Sun      | ジェニー・ポーター           |      |
| 2014   | インファナル・ディール 野蛮な正義 Bad Country                  | リン・ウェイランド           |      |
| 2014   | 7500                                                           | ピア・マーティン             |      |
| 2015   | ハングマン Hangman                                             | メリッサ                     |      |
| 2017   | アップルとわたしのカラフルな世界 Apple of My Eye               | キャロライン・アンドリュース |      |

### テレビシリーズ
| 放映年    | 邦題 原題                                                  | 役名       | 備考         |
| --------- | ---------------------------------------------------------- | ---------- | ------------ |
| 1999-2001 | フェリシティの青春 Felicity                                | ルビー     | 16エピソード |
| 2003-2009 | Scrubs〜恋のお騒がせ病棟 Scrubs                            | ジェイミー | 4エピソード  |
| 2006-2007 | スミス Smith                                               | アニー     | 7エピソード  |
| 2011-2012 | シェイムレス 俺たちに恥はない Shameless                    | ジャスミン | 6エピソード  |
| 2012      | Men at Work                                                | リサ       | 2エピソード  |
| 2014      | JUSTIFIED 俺の正義 Justified                               | アリソン   | 9エピソード  |
| 2017      | LAW & ORDER:性犯罪特捜班 Law & Order: Special Victims Unit |            | 1エピソード  |
| 2018      | MACGYVER/マクガイバー MacGyver                             | ドーン     | 2エピソード  |

### テレビアニメ
- ロボット・チキン Robot Chicken (2005-2007)
- ロボット・チキン/ スター・ウォーズ・エピソードⅡ Robot Chicken: Star Wars Episode II (2008)

## 参照
1. ↑  Siegler, Bonnie (2009年5月9日). “Love n' Dancing with Amy Smart”.   atnzone.com. 2009年5月16日時点のオリジナルよりアーカイブ。2012年2月6日閲覧。
2. ↑  “There's no hiding that bump now! Ali Larter shows off her pregnancy curves in a tight black dress”. Daily Mail (London). (2010年7月30日).  オリジナルの2010年8月2日時点におけるアーカイブ。 2010年8月27日閲覧。
3. ↑  “『アドレナリン』のエイミー・スマートが結婚”. シネマトゥデイ. (2011年9月17日) 2012年12月7日閲覧。